# Manolo Fernández
Manolo Fernández (n. Manuel F. Fernández Burgueño Madrid, 4 de agosto de 1952) es un locutor, guionista, realizador y director de programas de radio, televisión y podcasts español. Máximo responsable del programa musical Toma Uno especializado en música americana desde sus inicios en 1973 hasta 2021, siendo uno de los espacios radiofónicos españoles de más larga trayectoria.

## Carrera
Por contacto de Julio Ruiz comenzó a colaborar en 1972 en la radio 99.5 (más adelante Popular FM), donde presentó un programa de verano llamado Especial LP. De sus influencias profesionales destaca el programa Caravana musical presentado por Ángel Álvarez. En 1973 inició el programa Toma Uno desde la emisora Onda 2, inaugurando el nuevo espacio con el tema «Take It Easy» de The Eagles. Paralelamente presentó otros programas en Popular FM, no exclusivamente de americana, aunque ese género siempre fue el predilecto y principal de su actividad. En 1991 Toma Uno se trasladó a Radio 3, emisora en la que estuvo en antena durante tres décadas más hasta 2021, cuando por decisión de la dirección de la cadena pública no se decidió renovar, poniendo fin a 48 temporadas de espacio musical.
Forma parte del equipo organizador del Huercasa Country Festival que se celebra en Riaza (Segovia).
En 2021 fue reconocido en la DJ Hall of Fame por la Folk Alliance International por su trabajo de difusión de la música folk.